# Вълю Тотев
Вълю Петков Тотев е български оперен певец.

## Биография
Роден е на 7 октомври 1946 в с. Дюлево, област Бургас. След като завършва механотехникум в Бургас и отбива военната служба, постъпва на работа в „Океански риболов – Бургас“. Но голямата му страст си остава пеенето, на което се отдава още като ученик, чрез участия в различни хорове и състави. Участва в любителски оперни спектакли, докато окончателно се установява в Бургаската държавна опера. Тук отначало пее в хора на операта, но благодарение на голямото му трудолюбие и талант започва да се проявява и като солист. Възлагат му тенорови партии в различни опери и оперети от Верди, Моцарт, Пучини, Калман и др.
Канят го и в други оперни театри в България и чужбина. Често гостува на Русенската, Варненската и Пловдивската опери. Пътува из цяла Европа и Америка на гастроли в различни постановки и състави.

## Роли
- Абдало от оп. Набуко,
- Сполета от оп. Тоска
- Моностатос от оп. Вълшебната флейта,
- Бардолфо от оп. Фалстаф
- Данкайро от оп. Кармен
- принц Йамадори и Горо от оп. Мадам Бътерфлай
- Флавио от оп. Норма
- Гастон от оп. Травиата